# Luodejärvi
Luodejärvi är en sjö i kommunen Kuopio i landskapet Norra Savolax i Finland. Sjön ligger 105,6 meter över havet. Den är 7,3 meter djup. Arean är 51 hektar och strandlinjen är 5,76 kilometer lång. Sjön  ingår i Kymmene älvs huvudavrinningsområde.   Den ligger omkring 26 kilometer väster om Kuopio och omkring 320 kilometer norr om Helsingfors. 
I sjön finns ön Väänäsenluoto. 